# Zyklon (Band)
Zyklon war eine norwegische Death-Metal-Band aus Notodden. Der Bandname spielt laut eigener Aussage auf das Naturphänomen Zyklon an, und nicht auf das im Holocaust eingesetzte Giftgas Zyklon B; allerdings wird das Naturphänomen Zyklon auf Norwegisch syklon geschrieben. Der Name lehne sich vielmehr an die „mächtigen Naturkräfte an“. Die Band betont, dass es sich nicht um eine Fortführung von Zyklon-B, einem früheren Projekt ihres Gitarristen, handelt.

## Geschichte
Gitarrist Tomas Thormodsæter Haugen (auch bekannt als Zamoth oder Samoth) gründete Zyklon 1998. Zusammen mit Odd „Secthdamon“ Tony (Gesang, Bass), Thor „Destructhor“ Anders Myhren (Myrkskog, Gitarre) und Kai Johnny „Trym“ Mosaker (Emperor, Schlagzeug) spielt er das Album World ov Worms (2001) ein. Die Liedtexte schrieb der ehemalige Emperor-Schlagzeuger Bård „Faust“ Eithun, als Gäste auf dem Album sind Daemon (Limbonic Art), Kristoffer „Trickster G“ Rygg (Ulver) und als Sängerin das US-amerikanische Fetischmodel „Persephone“ vertreten. Im gleichen Jahr spielte die Band auf dem Milwaukee Metal Fest.
2003 erschien eine Split-Single mit Red Harvest, gefolgt vom zweiten Album Aeon 2004. Auch auf diesem Album sind wieder Gäste vertreten: Ocd (Void) und Ofu Khan (Red Harvest), Teile der Liedtexte stammen erneut von Eithun. In Japan spielt die Gruppe einige Konzerte mit Dark Funeral.
2006 erschien das dritte Album Disintegrate.
Am 28. September 2007 spielten Zyklon ihr letztes Konzert in Tokio, Japan. Ab diesem Zeitpunkt pausierte die Band. Im Januar 2010 wurde auf der offiziellen Internetseite die Auflösung der Band bekannt gegeben. Die Mitglieder werden in anderen Projekten weiter aktiv sein.

## Musikstil und Texte
Die Gruppe spielt Death Metal mit Black-Metal-Einflüssen. Diese waren besonders auf dem ersten Album vertreten, so dass die Band anfangs eher als Black Metal wahrgenommen wurde. Zudem spielten Samoth und Trym vorher zusammen in der Black-Metal-Band Emperor. Die Texte sind meist anti-religiös und misanthropisch gehalten. Sie wurden auf den ersten beiden Alben von Bård G. Eithun verfasst.

## Diskografie
- 2001: World ov Worms
- 2003: Zyklon/Red Harvest (Split)
- 2003: Aeon
- 2006: Disintegrate

Dem Album Disintegrate ging die Live-DVD Storm Detonation Live voraus.